# Афиногентов, Александр Иванович
Афиноге́нтов Алекса́ндр Ива́нович (род. 7 января 1957, г. Борисоглебск, Воронежская область, РСФСР, СССР) — российский военачальник, начальник Главного управления авиации — начальник авиации Федеральной службы войск национальной гвардии Российской Федерации с 13 октября 2016 года, генерал-лейтенант, заслуженный военный лётчик Российской Федерации.

## Биография
Родился 7 января 1957 года в городе Борисоглебске, Воронежской области.
В 1979 году окончил Тамбовское высшее военное авиационное училище лётчиков имени М. М. Расковой, член КПСС, в 1994 году окончил командный факультет Военно-воздушной академии им. Ю. А. Гагарина.
После училища проходил службу в Белорусском, Киевском, Московском, Дальневосточном и Приволжско-Уральском военных округах, прошёл путь от помощника командира корабля до начальника штаба — первого заместителя командующего дальней авиацией Военно-воздушных сил.
За время службы освоил восемь различных типов самолётов, его общий налёт составил более 2300 часов.
В 2005 году окончил факультет переподготовки и повышения квалификации Военной академии Генерального штаба Вооруженных Сил Российской Федерации.
12 декабря 2005 года Указом Президента Российской Федерации присвоено воинское звание генерал-майор.
В 2012 году переведён во внутренние войска МВД России и назначен заместителем главнокомандующего внутренними войсками МВД России по авиации — начальником авиационного управления Главного командования внутренних войск МВД России. В 2013 году присвоено воинское звание генерал-лейтенант.
С 13 октября 2016 года начальник Главного управления авиации — начальник авиации войск национальной гвардии Российской Федерации.
Имеет высшую квалификационную категорию лётчик-снайпер, является заслуженным военным лётчиком Российской Федерации.

## Награды
Государственные:
- Орден Александра Невского;
- Орден «За военные заслуги»;
- Медаль «За боевые заслуги»;
- Медаль «70 лет Вооружённых Сил СССР».

Ведомственные:
- Медаль «За воинскую доблесть» (МВД);
- Медаль «200 лет Министерству обороны»;
- Медаль «За службу в Военно-воздушных силах»;
- Медаль «За отличие в военной службе» I степени;
- Медаль «За заслуги в ядерном обеспечении»;
- Медаль «100 лет военно-воздушным силам»;
- Медаль «100 лет штурманской службе Военно-воздушных сил»;
- Медаль «За безупречную службу» II и III степени;
- Памятный знак главнокомандующего Военно-воздушными силами;
- Знак отличия военной контрразведки ФСБ «За содружество».

Почётные звания:
- Почётное звание «Заслуженный военный лётчик Российской Федерации»;
- Классная квалификация «Военный летчик-снайпер».